# Diano Marina
Diano Marina is een gemeente in de Italiaanse provincie Imperia (regio Ligurië) en telt 6199 inwoners (31-12-2004). De oppervlakte bedraagt 6,5 km², de bevolkingsdichtheid is 959 inwoners per km².
Diano Marina werd bijna volledig vernield in een aardbeving in 1887.

## Demografie
Diano Marina telt ongeveer 3166 huishoudens. Het aantal inwoners steeg in de periode 1991-2001 met 1,5% volgens cijfers uit de tienjaarlijkse volkstellingen van ISTAT.
| Jaar | Inwoneraantal |
| ---- | ------------- |
| 1991 | 6067          |
| 2001 | 6159          |

## Geografie
Diano Marina grenst aan de volgende gemeenten: Diano Castello, Imperia, San Bartolomeo al Mare.
De gemeente Diano Marina omvat volgende Frazione: Diano Calderina, Diano Serreta, Diano Gorleri en borgata Muratori.

## Toerisme
Diano Marina is een populaire stad bij toeristen. Er zijn veel hotels en campings aanwezig.
Airole · Apricale · Aquila di Arroscia · Armo · Aurigo · Badalucco · Bajardo · Bordighera · Borghetto d'Arroscia · Borgomaro · Camporosso · Caravonica · Castellaro · Castel Vittorio · Ceriana · Cervo · Cesio · Chiusanico · Chiusavecchia · Cipressa · Civezza · Costarainera · Diano Arentino · Diano Castello · Diano Marina · Diano San Pietro · Dolceacqua · Dolcedo · Imperia · Isolabona · Lucinasco · Mendatica · Molini di Triora · Montalto Carpasio · Montegrosso Pian Latte · Olivetta San Michele · Ospedaletti · Perinaldo · Pietrabruna · Pieve di Teco · Pigna · Pompeiana · Pontedassio · Pornassio · Prelà · Ranzo · Rezzo · Riva Ligure · Rocchetta Nervina · San Bartolomeo al Mare · San Biagio della Cima · San Lorenzo al Mare · San Remo · Santo Stefano al Mare · Seborga · Soldano · Cosio di Arroscia · Taggia · Terzorio · Triora · Vallebona · Vallecrosia · Vasia · Ventimiglia · Vessalico · Villa Faraldi
1. ↑  https://demo.istat.it/?l=it.